# Patricio Cabezas
Patricio Cabezas, född 1978 i Viña del Mar i Chile, numera bosatt i Stockholm i Sverige, är en musiker, producent, låtskrivare och artist.
Cabezas började sin bana i ett grungeband som femtonåring, ingick en ohelig allians med deathmetalmusiken, skaffade sig harmonisk finess genom jazzen och soulen och pop. Cabezas har spelat med Eskobar och Carl-Johan Vallgren.
2005 spelades debutalbumet ”Legend” . I början av november inleddes en Europaturné som solo-förband åt Eskobar, och samtidigt släpptes första singeln ”Te Quiero”. Debutalbumet ”Legend” kom i januari 2007.
Har hittills producerat album med: Carl-Johan Vallgren, Emma Essinger, Douglas Unger